# یوزو هیرانو
یوزو هیرانو (انگلیسی: Yozo Hirano؛ زادهٔ ۱۲ اکتبر ۱۹۸۵) تهیه‌کننده فیلم، و فضانورد اهل ژاپن است.